# San Miguel Panán
San Miguel Panán è un comune del Guatemala facente parte del dipartimento di Suchitepéquez.
Il comune venne istituito il 7 maggio 1901 con il nome "Estrada Cabreras", ma venne mutato in quello attuale già l'anno successivo.